# 京王電鉄バス小金井営業所

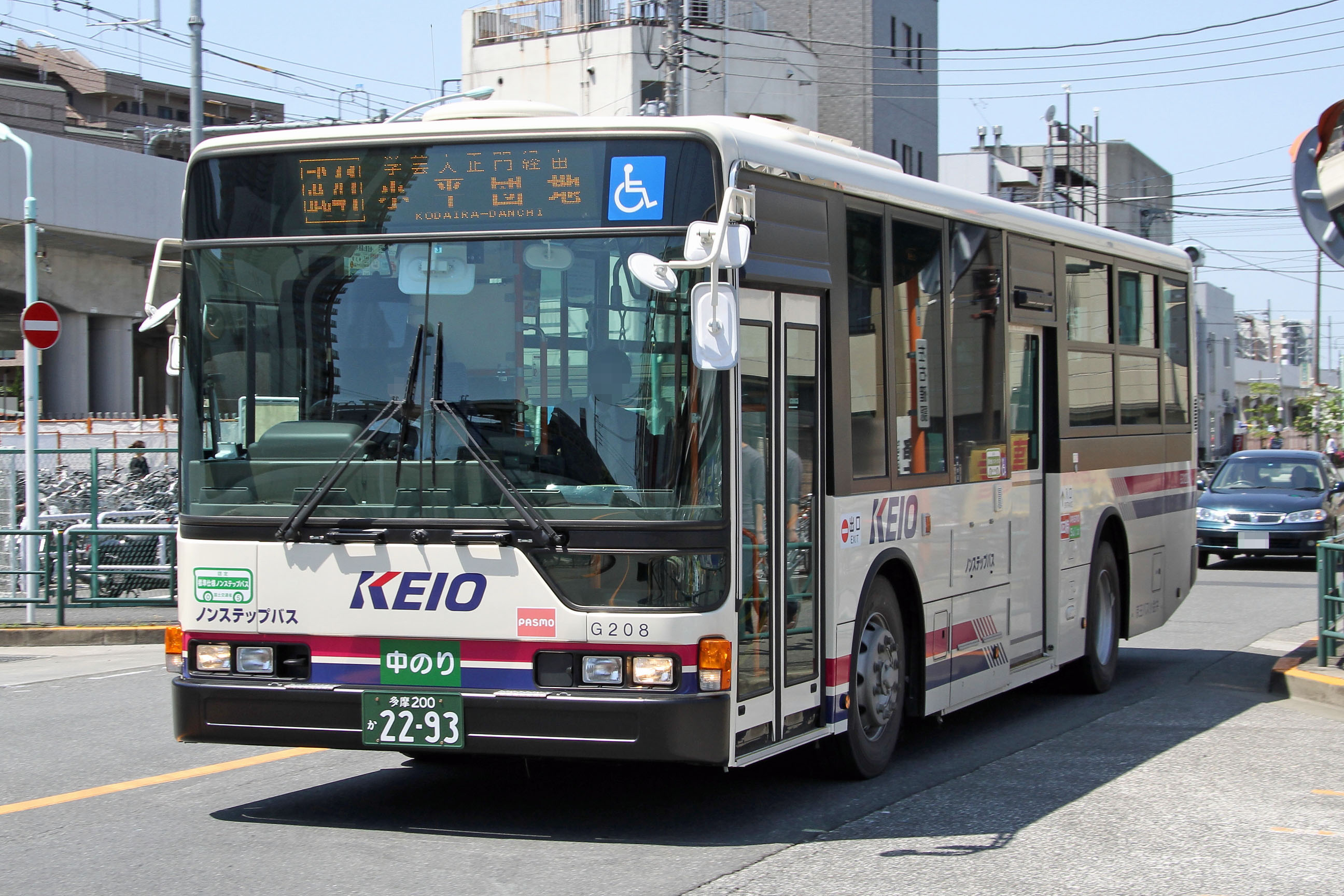
小金井営業所所属車両

京王電鉄バス小金井営業所（けいおうでんてつバスこがねいえいぎょうしょ）は、東京都小金井市本町にある京王電鉄バスの営業所である。当所を表す社内識別記号は「G」。
最寄り停留所は「小金井車庫」。武蔵小金井駅に近く、徒歩で行くことも可能である。武蔵小金井駅発着路線を中心に、小金井市、小平市、府中市、武蔵野市（一部国分寺市）に乗り入れる路線を担当している。
2022年3月31日までは、京王電鉄バスの100%子会社である京王バス小金井株式会社（けいおうばすこがねい）の営業所で、京王バス小金井・小金井営業所であった。2022年4月1日付で京王電鉄バスが京王バス小金井を吸収合併し、京王電鉄バスの営業所となった。
営業所の敷地は、豊田車両センター武蔵小金井派出所の東端に隣接する。本項では同じ敷地内にある京王バス府中営業所小金井支所（けいおうバスふちゅうえいぎょうしょこがねいししょ）についても述べる。

## 概要
京王帝都電鉄（現：京王電鉄）のバス事業直営時代に、府中営業所の小金井支所として開設されたのが起源である。その後、京王電鉄のバス事業分社化の過程で、京王電鉄バスの子会社である京王バス小金井株式会社が設立された。京王バス小金井は、小金井営業所ひとつのみを有していた。京王バス小金井の本社は京王電鉄バスと同じく、東京都府中市晴見町2丁目22の京王府中晴見町ビル（京王バス府中営業所敷地内）に所在していた。京王バス小金井は貸切事業免許を持たず、高速バスの運行やコミュニティバスの運行受託も行っていなかった。なお、空港連絡バス（武蔵小金井駅南口 - 羽田空港線）、小金井市コミュニティバス「CoCoバス」は、京王バス府中営業所が運行している。
京王電鉄バスの子会社のうち、京王バス東・京王バス中央・京王バス南の3社は2020年10月1日に合併して京王バス（2代）1社に統合する再編が行われ、京王バス小金井についてはこの時は再編の対象に含まれずに存続したが、2022年4月1日の再編で京王電鉄バスへ統合された。またそれと前後して、2022年2月16日、敷地内に京王バス府中営業所小金井支所が開設されている。

## 沿革
1958年10月16日、京王帝都電鉄府中営業所小金井支所として開設。営業所記号「G」が付与される。
1962年1月16日、京王帝都電鉄小金井営業所となる。その後再び府中営業所小金井車庫に格下げされ、営業所記号が府中営業所の「B」となる。
2004年12月10日、京王電鉄バスの子会社として、京王バス小金井株式会社を設立。
2005年、現在地に所在していた京王電鉄バス府中営業所小金井車庫内に、京王電鉄バス小金井営業所として開設され、営業所記号「G」が復活。府中営業所の武蔵小金井駅発着路線の多くが移管される。2005年11月16日、京王バス小金井・小金井営業所として営業開始。業務が全面移管される。
2022年2月16日、敷地内に京王バス府中営業所小金井支所が開設。2022年4月1日、京王バス小金井・小金井営業所が京王電鉄バス小金井営業所となる。

### 年表
（これ以前の歴史は、京王電鉄バス#沿革を参照のこと）
- 2004年12月10日 - 京王バス小金井株式会社設立[6]。
- 2005年2月1日 - 武蔵小金井駅構内にあった京王バス案内所が外注化される（1月31日までは営業所職員がバス定期券販売などの業務を担当していた）。
- 2005年11月1日 - 小金井地区路線の一部の運行が京王電鉄バスから移管される。
- 2005年11月16日 - 京王バス小金井・小金井営業所として営業開始[6]。
- 2007年3月18日 - PASMOを導入、同時にSuicaとの相互利用を開始。
- 2010年3月31日 - 武蔵小金井駅周辺再開発工事のため、武蔵小金井駅構内の京王バス案内所が営業終了。定期券販売業務は啓文堂書店武蔵小金井店に引き継がれる。
- 2011年4月1日 - 当営業所所管路線は武蔵小金井駅北口発着路線のみだったが、駅前再開発による南口バスロータリー完成にともない、一部系統を武蔵小金井駅南口発着に変更。
- 2015年9月30日 - 啓文堂書店武蔵小金井店が定期券販売を終了。翌10月1日より取扱店が武蔵小金井駅南口の写真店「ふじかわフォトサービス」に変更[9]（2016年1月17日、啓文堂書店武蔵小金井店は閉店[10]）。
- 2018年4月16日 - ダイヤ改正により、武02、東01、境81、武51系統が府中営業所より移管された。府75系統は府中営業所に再移管された。また、境82系統を新設し東01系統を午前周りに統一した。
- 2019年5月16日 - ダイヤ改正により、武84、武85、武94、武95、磨01系統の一部便が府中営業所に移管された事により共同運行に変更された。
- 2022年2月16日 - 同じ敷地内に京王バス府中営業所小金井支所を開設。武41、武84、武85、武94、武95、磨01系統の一部便が京王バス小金井より、武71、武73、府75系統の一部便が府中営業所より移管された。
- 2022年4月1日 - 京王バス小金井が京王電鉄バスに吸収合併されたことに伴い、小金井営業所は京王電鉄バスの営業所となる[5]。

## 運賃・乗降方式
京王電鉄バス小金井営業所および京王バス府中営業所小金井支所の路線バスは、一部を除き後乗り前降り・後払い式で、多区間運賃となっている。
ただし、中大循環（武31系統）は全線均一運賃となるため、混雑する午前中に限り終点での降車時間を短縮するため、前乗り後降りの運賃前払い式となる。

## 京王電鉄バス小金井営業所の路線

### 中大循環線
- 武32：武蔵小金井駅北口 → 学芸小前 → 中大付属高校 → ナンジャモンジャ通り入口 → 本町二丁目 → 武蔵小金井駅北口（午前回り）
- 武31：武蔵小金井駅北口 → ナンジャモンジャ通り入口 → 中大付属高校 → 学芸小前 → 武蔵小金井駅北口（午後回り）
- 武31：武蔵小金井駅北口 → ナンジャモンジャ通り入口 → 中大付属高校（夜間のみ/本数少

武蔵小金井駅北口から中央大学附属中学校・高等学校、東京学芸大学を経由する循環路線。行先表示には「（中大循環）」と表記される。
大型車が使用され、高頻度で運行される。当営業所の基幹路線。
かつては府中営業所が担当していたが、小金井営業所へ移管された。
通学生徒の利便のため、時間帯により午前回り・午後回りと経路が逆になる。
入学試験や授業参観日などのイベント実施日、土曜日に東京学芸大学附属小金井小学校の授業がある日は、臨時便が運行される。臨時便は循環する場合と、学芸小前 → 武蔵小金井駅北口の区間運行の場合がある。
2023年4月1日のダイヤ改正で経路の変更時刻が12時から11時に変更され、武32が新設された。
2024年4月1日のダイヤ改正で小金井支所と共同運行となった。

### 下之原線
- 武41：武蔵小金井駅北口 - 東京経済大学入口 - 学芸大正門 - 本多五丁目 - 喜平橋 - 小平団地
- 武42：武蔵小金井駅北口 - 東京経済大学入口 - 学芸大正門 - 本多一丁目 - 国分寺駅北口

武41は、JR中央線の武蔵小金井駅と、小金井市・小平市の鉄道駅から離れた地域を結ぶ。京王帝都電鉄小金井営業所に昇格後、1960年代後半に開業した歴史を持つ路線である。
かつては府中営業所が担当していたが、小金井営業所へ移管された。
武蔵小金井駅北口から貫井北町五丁目までは国分寺駅方向へ進む。その先は国分寺街道沿いに北上する。情報通信研究機構前から小平市に入り、日本住宅公団（現：都市再生機構）小平団地へ至る。
武42は、2021年1月16日のダイヤ改正で開設された路線である。武蔵小金井駅北口から貫井北町五丁目までは武41系統との重複区間であり、本多一丁目から国分寺駅北口までは寺85・86系統との重複区間である。
武41は、2022年2月16日より、京王バス府中営業所小金井支所との共同運行となっている。
沿線にある大学のオープンキャンパスや入学試験などのイベントが実施される場合は、増発便の運行や武蔵小金井駅・国分寺駅から大学までの急行便などが運行される。
2024年12月16日のダイヤ改正で武41の深夜バスが廃止された。

### 関野橋線
- 武03：武蔵小金井駅北口 - 法政大学 - 関野橋 - 東小金井駅
- 武04：武蔵小金井駅北口 -小金井北高校-  東小金井駅
- 東01：東小金井駅 → 法政大学 → 関野橋 → 東小金井駅（関野橋循環・午前回り）
- 東02：東小金井駅 ← 法政大学 ← 関野橋 ← 東小金井駅（関野橋循環・午後回り）

武03（前身は本町五丁目～武蔵小金井駅～東小金井駅を通し運行する武02）は、JR中央線の武蔵小金井駅と東小金井駅の1駅間を結ぶ路線。2024年12月16日のダイヤ改正で平日は東小金井駅方向で早朝2本土休日は始発1本のみ、武蔵小金井駅方向は終バス1本のみと減便された。
武04は2024年12月16日のダイヤ改正で新設。関野橋や法政大学に立ち寄らずショートカットして両駅を結ぶ。東01,02の出入庫を兼ねている。
東01および東02は、小金井第三小学校先回りの午前回りと梶野町三丁目先回りの午後回りがあり、東小金井駅発時間を基準として午前と午後で運行経路が変わる。
東小金井駅 - 小金井第三小学校間で、同系統は同一経路を運行し、ともに法政大学小金井キャンパスを経由する。同キャンパスで入学試験やオープンキャンパスがある場合は、増発便の運行を行なう。
2018年4月16日のダイヤ改正で府中営業所から移管され、東01は一時期午前周り（右回り）に統一された。府中営業所の所管時代は中型車（日野・レインボーII）が充当されていたが、小金井営業所へ移管後は大型車も充当されるようになった。
京王バス府中営業所小金井支所との共同運行である。
2024年4月1日改正で武02が廃止となり本町五丁目（小金井車庫）～武蔵小金井駅北口間の運行を終了。武蔵小金井駅北口～東小金井駅の武03系統を新設した。また、関野橋循環の2018年まで運行されていた午後回り（左回り）便が東02系統として復活した。
2024年12月16日のダイヤ改正で武03を大幅に減便して代わりに武04系統が新設された。

## 京王バス府中営業所小金井支所の路線

### 小金井線
- 武71：武蔵小金井駅南口 - 一本木 - 府中駅
- 武73：武蔵小金井駅南口 - 学園通郵便局 - 府中駅

JR中央線武蔵小金井駅と府中駅を結ぶ路線。府中営業所との共同運行。ほぼ全路線で小金井街道を直進する一本木経由便と、浅間町停留所から府中学園通郵便局・府中第三郵便局へ向かう学園通り経由便で構成され、東京農工大学、東京工学院専門学校への通学輸送、東京法務局府中支局、東京自治会館、府中の森公園などへのアクセスを担う。かつては米軍府中通信施設への通勤輸送の役割もあった。
学園通郵便局経由便の方が本数が多く、2路線合わせて日中は毎時約6 - 7分間隔と高頻度で運行される。武73は日中は毎時6 - 7本程度、武73が2本出たところに武71が差し込まれる形で毎時3本程度運行、この間武73は12 - 13分程度間隔が開く。
府中駅周辺での経路は、府中駅行きは府中町二丁目回り、武蔵小金井駅行きは府中駅発車後、府中町一丁目・ルミエール府中回りで運行される。
2022年2月16日、府中営業所から武71、武73系統の一部便が移管され、共同運行となった。

### 東府中線
- 府75：東府中駅 - 浅間町三丁目 - 貫井坂下 - 武蔵小金井駅南口
- 府75：貫井トンネル下→浅間町三丁目→若松町三丁目→東府中駅（平日のみ東府中駅方面の早朝2便運行。土休日は運休)

府中営業所との共同運行。かつては京王バス小金井・小金井営業所（当時）が担当していたが、2018年4月16日、京王バス中央・府中営業所（当時）に再移管された。その後、2022年2月16日に、府中営業所から一部便が移管され、共同運行となった。
なお、平日早朝に浅間町三丁目始発の武蔵小金井駅方面があるがこちらは府中営業所が運行。

### 試験場線
- 武85：武蔵小金井駅南口 - 貫井坂下 - 多磨霊園裏門 - 試験場正門 - 多磨町 - 試験場正門 - 多磨霊園駅
- 武84：武蔵小金井駅南口 - 貫井坂下 - 多磨霊園裏門 - 試験場正門 - 多磨町
- 武95：武蔵小金井駅南口 - 前原坂 - 多磨霊園裏門 - 試験場正門 - 多磨町 - 試験場正門 - 多磨霊園駅
- 武94：武蔵小金井駅南口 - 前原坂 - 多磨霊園裏門 - 試験場正門 - 多磨町
- 磨01：多磨町 - 試験場正門 - 多磨霊園駅
- 磨02：多磨霊園表門 - 多磨霊園駅（彼岸時のみ運行）
- 武56：武蔵小金井駅南口 → 貫井坂下 → 多磨霊園裏門 → 前原坂 → 武蔵小金井駅南口（貫井南町一丁目循環）
- 境96：武蔵小金井駅南口 - 前原坂 - 多磨霊園裏門 - 試験場正門 - 大沢十字路 - 日本製鋼住宅 - 境南二丁目 - 武蔵境駅南口

武蔵小金井駅と多磨霊園駅を、府中運転免許試験場・多磨霊園裏門を経由して結ぶ路線。武56と境96を除き、いずれも府中営業所との共同運行。多磨町停留所は折返場になっており、ちゅうバス多磨町ルートと停留所を共用している。
武蔵小金井駅南口 - 多磨霊園裏門の間の経路がループ状になっているため、方向・時間帯により系統番号が変わる。時間帯により多磨町までの区間便が存在する。
武84・85は、多磨霊園駅方向は13時台から20時台まで、武蔵小金井駅方向は始発から11時台まで運行。武94・95は、多磨霊園駅方向は始発から12時台まで、武蔵小金井駅方向は12時台から20時台まで運行。
磨01は区間便で、朝のみ運行。磨02は彼岸時のみ運行される区間便である。
武56は、2020年11月16日改正で一度廃止されていたが、平日夜間の武84・武94を置き換える形で2023年11月16日改正より復活した。
境96は、2024年12月16日のダイヤ改正より小田急バス武蔵境営業所より移管された。武蔵境駅から府中運転免許試験場へのアクセスを担うが本数は1日2本と少なく利用しにくい（小田急運行末期の時点で1日2往復となっていた）。なお、京王バスに移管された事で武蔵小金井駅の乗り場が5番→6番乗り場に変更され、武蔵境駅南口の乗り場も2番→1番に変更した。
2011年4月1日、武蔵小金井駅南口の工事完了とバスロータリー完成に合わせ、北口発着の武82・武83を廃止、南口発着の武84・武85・武94・武95に変更。
2019年5月16日に一部便を府中営業所へ移管し、府中営業所との共同運行となった。
2022年2月16日、京王バス小金井・小金井営業所担当便が京王バス・府中営業所 小金井支所に移管された。（府中営業所との共同運行は変わらず）

### 井口線
- 境81： 武蔵小金井駅南口 - 新小金井駅 -井口新田 - 井口日赤入口 - 武蔵境駅南口

武蔵小金井駅と武蔵境駅を、新小金井駅経由で、JR中央線南側の連雀通り沿いに結ぶ路線。
新小金井駅のバス乗り場は、井口線とCoCoバス東町循環東小金井駅南口発着)は連雀通り上にある。CoCoバス中町循環(武蔵小金井駅南口発着)は西武多摩川線の線路をはさんだ新小金井駅前へ乗り入れる。
武蔵境駅南口から新小金井駅までの区間は、小田急バスの路線と重複する。井口新田-井口日赤入口間には小田急バス武蔵境営業所があり、小田急バスでは「武蔵境営業所」停留所が設けられてあるが、京王バスの境81は停車せず通過する。
2018年4月16日のダイヤ改正により、府中営業所から境81が移管された上で、東小金井駅北口発着の境82が新設され、大部分が境82に振り替えられた。境81は朝の時間帯の数本のみの運行となり、大幅減便された。このダイヤ改正により全体的に減便され、移管前は毎時1本程度が確保されていたが、境82新設後は新小金井駅-武蔵境駅間の本数も2時間に1本程度に半減となった。
その後、2024年12月16日のダイヤ改正で境82が廃止され、境81は一日一往復の免許維持路線になった。
運賃100円均一のCoCoバス(東町循環 中町循環)との重複区間が多数あり、減便の背景には、コミュニティバスへの乗客の逸走もあったとされる。
2023年4月1日のダイヤ改正で小金井営業所より移管された。

### 西の久保循環線
- 武51： 武蔵小金井駅南口→前原町→貫井南町一丁目→東京経済大学前→武蔵小金井駅南口
- 武51： 貫井南町一丁目→東京経済大学前→武蔵小金井駅南口

貫井南町一丁目始発は、早朝のみ1-2便運転される。全体的に狭隘路線のため中型車で運行される。
2018年4月16日ダイヤ改正で府中営業所から小金井営業所に移管され、その後2023年4月1日のダイヤ改正で小金井営業所から府中営業所小金井支所に移管された。小金井営業所から府中営業所小金井支所への移管と同時に日中の運行がとりやめられ、朝夕のみの運行となった。

## 廃止路線
- 府75：東府中駅 - 浅間町三丁目 - 貫井坂下 - 武蔵小金井駅北口
- 武82：武蔵小金井駅北口 - 貫井坂下 - 多磨霊園裏門 - 試験場正門 - 多磨町
- 武83：武蔵小金井駅北口 - 貫井坂下 - 多磨霊園裏門 - 多磨町 - 試験場正門 - 多磨霊園駅
  - 2011年4月1日、武蔵小金井駅北口発着の上記3路線は、武蔵小金井駅南口発着に変更されて廃止。
- 府75：東府中駅→浅間町三丁目→貫井トンネル下
  - 府75の入出庫便。2018年4月16日、府75の府中営業所への再移管に伴い廃止されたが2022年に復活した。しかし入庫便は廃止され現在は早朝の出庫便のみ残存。
- 府75：東府中駅→人見街道入口→若松町三丁目→浅間町三丁目
  - こちらも府75の入出庫便。2024年8月1日のダイヤ改正で浅間町三丁目行きが廃止された。

### 関野橋線（区間廃止）
- 武02：本町五丁目 - 武蔵小金井駅北口 - 法政大学 - 関野橋 - 東小金井駅
  - 2024年4月1日改正で本町五丁目（小金井車庫）～武蔵小金井駅北口間を廃止し、代替で武蔵小金井駅北口～東小金井駅間を運行する武03系統を新設した。

### 井口線
- 境82： 東小金井駅 - 新小金井駅 - 東大通り - 武蔵境駅南口

境82は東小金井駅北口発着。連雀通りの東町四丁目交差点から東大通り(ひがしおおどおり)を北上し、JR中央線の高架を越えて、東小金井駅北口ロータリーへ至る。
2024年12月16日のダイヤ改正で廃止された。

## 車両

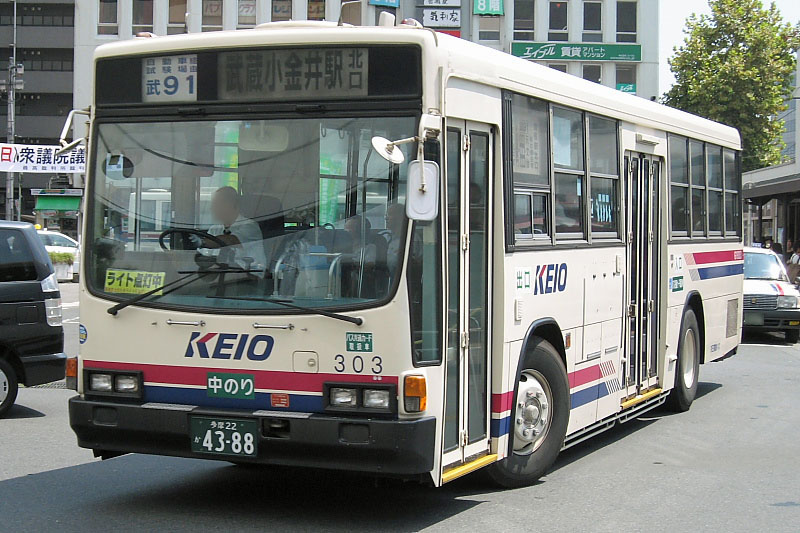
小金井営業所に在籍していたいすゞ・キュービック (G19303)

2022年現在、併設されている京王バス府中営業所小金井支所を含めて三菱ふそう、日野自動車、いすゞ自動車の国産3メーカーを採用している。
日産ディーゼルは日産ディーゼル・RAがすべて除籍された事により配置が無くなった。
小金井営業所と府中営業所小金井支所では、三菱ふそう車は大型車のエアロスター、日野車は大型車のブルーリボンと中型車のレインボーが在籍する。
2024年にブルーリボンハイブリッド車が3台導入された。
母体となった府中営業所と同様に、かつてはいすゞ自動車を指定メーカーとしていた。いすゞ車は府中営業所および、府中営業所を母体とする小金井営業所と調布営業所に集中配置されていた。
いすゞ車は富士重工業製車体架装で導入していたが、1982年からは純正の川重車体工業製車体も並行して導入するようになり、いすゞ・キュービックが在籍していたが、2006年に全廃された。その後、2022年に小金井支所が開設されたのに伴い、府中営業所からいすゞ・エルガが1台転入しており、いすゞ車の配置が復活している。
1995年以降は、京王電鉄バスグループの他の営業所と同様に、日産ディーゼル製の車両が大量導入されるようになった。小型車の日産ディーゼル・RNは2008年に全廃された。また大型車の日産ディーゼル・UAは2018年に全廃された。その後、2022年の府中営業所小金井支所の開設時に、府中営業所から日産ディーゼル・RAが複数台転入している(京王電鉄バスカラーのG40709号車を含む)が経年により除籍が進み2024年10月をもって最後まで残っていたG40707号車が除籍されて配置が無くなった。
京王電鉄バス小金井営業所、および京王バス府中営業所小金井支所ではコミュニティバスの受託運行はしていないため、日産ディーゼル・RNが全車除籍された後は、日野・リエッセおよびポンチョなどの小型車は在籍しない。